# Cida Gonçalves
Aparecida Gonçalves (Clementina,14 de janeiro de 1962) é uma feminista, ativista, publicitária, consultora em políticas públicas de gênero e violência contra a mulher e ex-ministra das Mulheres do Brasil.
Com atuação na militância dos direitos das mulheres, Cida coordenou o processo de articulação e fundação da Central dos Movimentos Populares no Brasil. Cida foi assessora da Coordenadoria à Mulher da Secretaria de Assistência Social, Cidadania e Trabalho do Mato Grosso do Sul em uma das gestões de Zeca do PT, no início dos anos 2000 e também nos governos Lula e Dilma, como secretária nacional da Violência Contra Mulher. É formada em Publicidade e Propaganda.

## Ministra das Mulheres

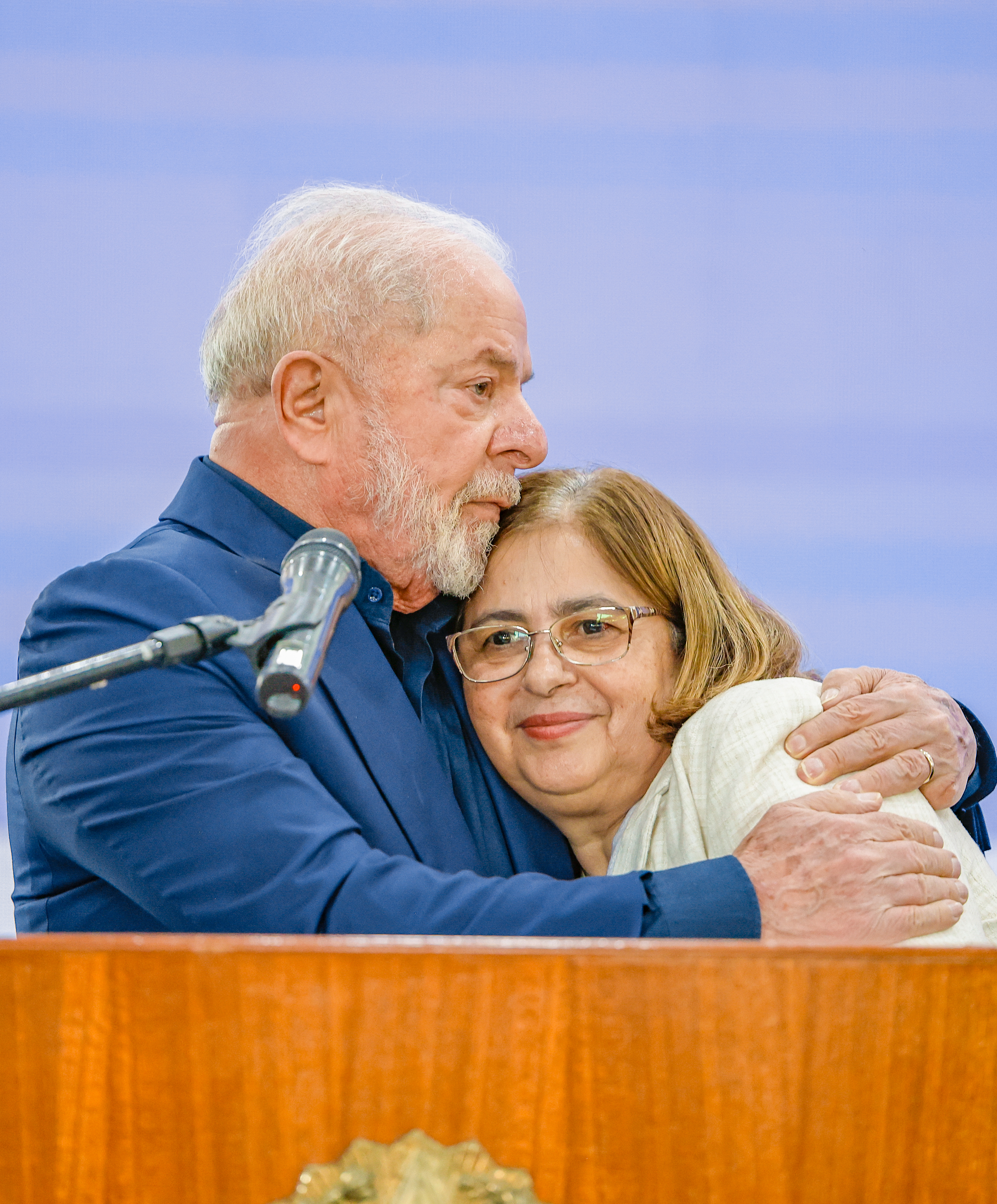
Cida e Lula durante cerimônia de Sanção ao Projeto de Lei nº 1085/2023, que trata da igualdade salarial e remuneratória entre mulheres e homens.

Em dezembro de 2022, Cida foi anunciada como a ministra das Mulheres do terceiro governo Lula.
Durante sua gestão, em julho de 2023, foi sancionada a Lei nº 1.085/2023, que assegura igualdade salarial entre mulheres e homens.
Em 5 de maio de 2025, o presidente Luiz Inácio Lula da Silva (PT) exonerou Cida Gonçalves, que estava há dois anos e quatro meses no cargo, e escolheu como substituta a assistente social Márcia Lopes. A troca já era aguardada e mantém a pasta sob o comando do PT.
Durante sua gestão, Cida teve apoio da primeira-dama Janja Lula da Silva, que participava de agendas da pasta e tentou dar visibilidade ao trabalho.